# Coshocton County
Coshocton County ist ein County im Bundesstaat Ohio der Vereinigten Staaten. Der Verwaltungssitz (County Seat) ist Coshocton.

## Geographie
Das County liegt etwas östlich des geographischen Zentrums von Ohio und hat eine Fläche von 1470 Quadratkilometern, wovon neun Quadratkilometer Wasserfläche sind. Es grenzt im Uhrzeigersinn an folgende Countys: Holmes County, Tuscarawas County, Guernsey County, Muskingum County, Licking County und Knox County.

## Geschichte
Coshocton County wurde am 31. Januar 1810 aus Teilen des Muskingum County und des Tuscarawas County gebildet. Benannt wurde es nach einem Begriff der Delaware-Indianer, der so viel wie Vereinigung der Wasser oder auch Fähre bedeutet.
19 Bauwerke und Stätten des Countys sind im National Register of Historic Places eingetragen (Stand 12. April 2018).

## Demografische Daten

Alterspyramide des Coshocton County

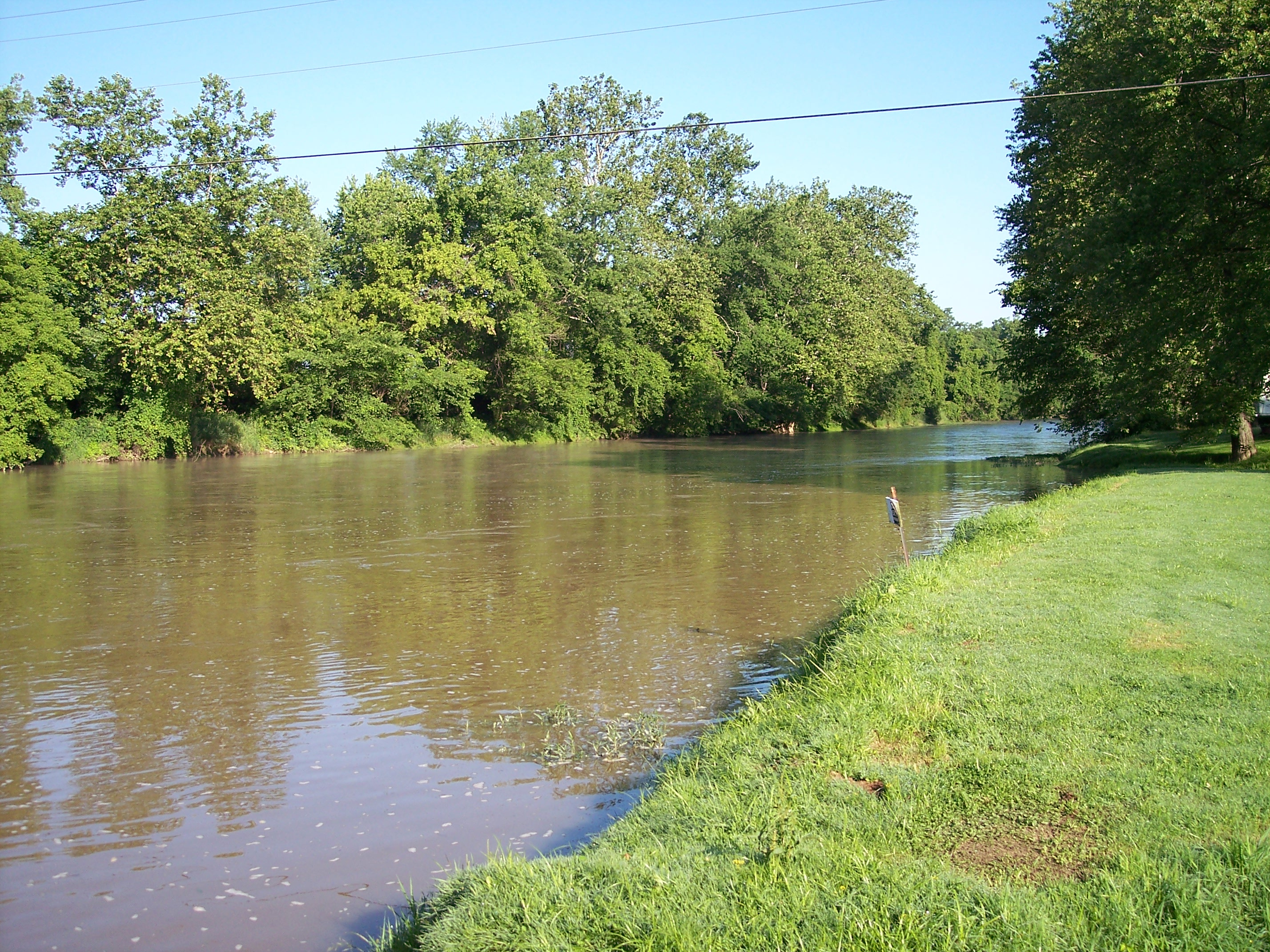
Walhonding River nahe Warsaw, Ohio

Nach der Volkszählung im Jahr 2000 lebten im Coshocton County 36.655 Menschen in 14.356 Haushalten und 10.164 Familien. Die Bevölkerungsdichte betrug 25 Einwohner pro Quadratkilometer. Ethnisch betrachtet setzte sich die Bevölkerung zusammen aus 97,35 Prozent Weißen, 1,09 Prozent Afroamerikanern, 0,17 Prozent Indianern, 0,32 Prozent Asiatischen Amerikanern, 0,03 Prozent Pazifischen Insulanern und 0,20 Prozent aus anderen ethnischen Gruppen; 0,84 Prozent stammten von zwei oder mehr Ethnien ab. 0,59 Prozent der Bevölkerung waren Hispanics oder Latinos.
Von den 14.356 Haushalten hatten 32,6 Prozent Kinder und Jugendliche unter 18 Jahre, die bei ihnen lebten. 57,8 Prozent waren verheiratete, zusammenlebende Paare, 9,2 Prozent waren allein erziehende Mütter, 29,2 Prozent waren keine Familien, 25,4 Prozent waren Singlehaushalte und in 11,9 Prozent lebten Menschen im Alter von 65 Jahren oder darüber. Die Durchschnittshaushaltsgröße betrug 2,52 und die durchschnittliche Familiengröße lag bei 3,01 Personen.
Auf das gesamte County bezogen setzte sich die Bevölkerung zusammen aus 26,2 Prozent Einwohnern unter 18 Jahren, 7,8 Prozent zwischen 18 und 24 Jahren, 27,4 Prozent zwischen 25 und 44 Jahren, 24,0 Prozent zwischen 45 und 64 Jahren und 14,7 Prozent waren 65 Jahre alt oder darüber. Das Durchschnittsalter betrug 38 Jahre. Auf 100 weibliche Personen kamen 95,5 männliche Personen. Auf 100 Frauen im Alter von 18 Jahren oder darüber kamen statistisch 92,7 Männer.
Das jährliche Durchschnittseinkommen eines Haushalts betrug 34.701 USD, das Durchschnittseinkommen der Familien betrug 41.676 USD. Männer hatten ein Durchschnittseinkommen von 31.095 USD, Frauen 21.276 USD. Das Prokopfeinkommen betrug 16.364 USD. 7,0 Prozent der Familien und 9,1 Prozent der Bevölkerung lebten unterhalb der Armutsgrenze. Davon waren 10,4 Prozent Kinder oder Jugendliche unter 18 Jahre und 9,1 Prozent waren Menschen über 65 Jahre.

## Orte in Coshocton County

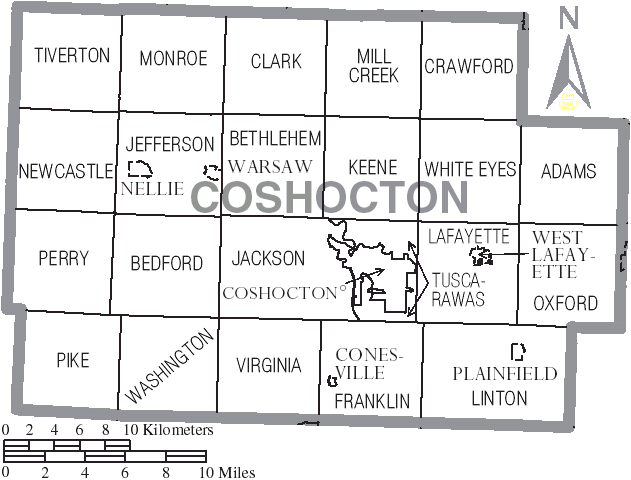
Karte des Coshocton County.

### Städte
- Coshocton

### Dörfer
| - Baltic - Conesville | - Nellie - Plainfield | - Warsaw - West Lafayette |

### Townships
| - Adams Township - Bedford Township - Bethlehem Township - Clark Township - Crawford Township - Franklin Township - Jackson Township - Jefferson Township | - Keene Township - Lafayette Township - Linton Township - Mill Creek Township - Monroe Township - Newcastle Township - Oxford Township | - Perry Township - Pike Township - Tiverton Township - Tuscarawas Township - Virginia Township - Washington Township - White Eyes Township |